# شیمی‌انفورماتیک
فناوری شیمی‌انفورماتیک یا شیمی‌داده‌وَرزی (Cheminformatics) بهره‌گیری از دانش آمار و کامپیوتر و تکنیک‌های اطلاعاتی در محدوده مسایل رشته شیمی است. این تکنیک‌های محیط مجازی در شرکت‌های داروسازی و در فرایندهای کشف دارو به‌کار می‌روند.
واژه نمودار شیمیایی اولین‌بار در سال ۱۷۵۸ میلادی توسط کالن مطرح شد. او از این نمودارها برای نمایش کشش‌ها استفاده کرد که ارتباط بین مواد شیمیایی را نشان می‌دادند. این نتایج هیچگاه به‌طور رسمی منتشر نشده‌اند.
واژه شیمی‌انفورماتیک اولین‌بار در سال ۱۹۹۸ میلادی توسط براون تعریف شد:
«شیمی‌انفورماتیک ترکیب منابعی اطلاعاتی برای تبدیل داده‌ها به اطلاعات و اطلاعات به دانش برای هدف مشخص اتخاذ سریع‌تر تصمیمات بهتر درحوزه دارو است که به شناسایی و بهینه‌سازی در این حوزه منجر شود.»
شیمی‌انفورماتیک کار علمی در هر دو رشته شیمی و علوم کامپیوتر را با یکدیگر ترکیب می‌کند، به‌عنوان مثال در حوزه تئوری نمودارهای شیمیایی و کاوش فضای شیمیایی. پیش‌بینی می‌شود که فضای شیمیایی حداقل دارای ۱۰ به‌توان ۶۲ عدد مولکول باشد.
کاربرد اصلی شیمی‌انفورماتیک در ذخیره‌سازی اطلاعات مربوط به ترکیبات است. جستجوی کارآمد چنین اطلاعات ذخیره شده‌ای شامل موضوعاتی است که در علوم کامپیوتر مورد بررسی قرار می‌گیرند، مانند داده‌کاوی و یادگیری ماشین.
برخلاف آزمایش‌های واقعی با عملکرد بالا، آزمایش‌های مجازی شامل ایجاد کتابخانه‌های بزرگ مجازی از ترکیبات است که بعداً به یک برنامه اتصال‌دهنده ارائه می‌شوند تا فعال‌ترین اعضا را مشخص کند. در برخی موارد، شیمی ترکیبی برای ایجاد کتابخانه به‌کار می‌رود تا کارایی را در کاوش فضای شیمیایی افزایش دهد. به‌طور معمول‌تر یک کتابخانه متنوع از مولکول‌های کوچک یا محصولات طبیعی آزمایش می‌شود.